# IRAS 08544−4431
IRAS 08544−4431 (V390 Velorum) ist ein veränderlicher Stern im Sternbild Vela am Südsternhimmel, der etwa 800 Parsec (2600 Lichtjahre) von der Sonne entfernt ist. Es handelt sich um ein Doppelsternsystem mit einem Post-AGB-Stern.

## Eigenschaften
Der Hauptstern von IRAS 08544−4431 entwickelt sich gegenwärtig vom Roten Riesen zum Weißen Zwerg, ein Übergang, bei dem eine große Menge von Gas und Staub abgestoßen wird, woraus sich später ein planetarischer Nebel bildet. Interferometrische Beobachtungen ergaben, dass der Stern von einer zirkumstellaren Scheibe umgeben ist, die sich von 9 bis zu mehreren hundert AU erstreckt und auch den Begleiter umfasst.